# Zsidó Kulturális Fesztivál
A Zsidó Kulturális Fesztivál első ízben 2015-ben megrendezett művészeti eseménysorozat, amelyet a Budapesti Zsidó Hitközség szervez. A Zsidó Kulturális Fesztivál a megelőző 17 évben megrendezett Zsidó Nyári Fesztivál utódrendezvénye, de a bevált nevet nem használhatják, mivel azt a korábbi fesztivál igazgatója, Vadas Vera saját cége számára levédette.

## A 2015-ös Zsidó Kulturális Fesztivál

### Időpontok és helyszínek
A 2015-ös Zsidó Kulturális Fesztivált 2015. augusztus 30-tól szeptember 6-ig rendezték meg. A rendezvénysorozatnak három helyszíne volt: a Dohány utcai zsinagóga, a Rumbach utcai zsinagóga és a Goldmark terem. A Dohány utcai zsinagóga adott helyet a legnagyobb koncerteknek, míg a másik két helyszínen színházi előadásokat, előadóesteket és kisebb koncerteket rendeztek a szervezők.
A fővárosi helyszíneken kívül Pécsen, Szombathelyen és Gyöngyösön is tartottak rendezvényeket.

### Résztvevők
A fesztiválon fellépett
- A Budapest Klezmer Band
- Szinetár Dóra
- Kern András, Hernádi Judit, Hegyi Barbara, Fesztbaum Béla és Heilig Gábor
- Snétberger Ferenc és a Liszt Ferenc Kamarazenekar
- Fassang László és Fullajtár Andrea
- A Budafoki Dohnányi Zenekar
- Csákányi Eszter, Bánfalvi Eszter, Fesztbaum Béla
- A Kaposvári Egyetem színjátszói
- A Gólem Színház
- Ferenczi György és a Rackajam
- Magyar Zsidó Kántorok
- Babos Gyula és együttese
- A VÁDLI Alkalmi Színházi Társulás
- Balázs János
- A kolozsvári Tokos zenekar

Az előzetes tervekkel ellentétben nem lépett föl Petrás Mária és a Muzsikás együttes.

### Petrás Mária-ügy
Az eredeti tervek szerint a fesztiválon fellépett volna a Muzsikás együttes Petrás Mária énekesnővel, azonban – miután az Egyenlítő blog azt állította, hogy Petrás János, a Kárpátia frontembere a művésznő testvére, és Petrás Mária szerepelt a Magyar Szigeten – Petrás szereplését a fesztivál szervezői lemondták arra hivatkozva, hogy a művésznő fellépett néhány szélsőjobboldali rendezvényen, és ez sérti a zsidó közösség érzékenységét. Két nappal később a Muzsikás együttes a részvételét lemondta, ami a szervezők szerint betegség miatt történt, de Hamar Dániel, a Muzsikás együttes tagja úgy nyilatkozott, hogy „Ha nincs betegség, akkor is lemondjuk a koncertet, nem is tehetünk mást, mert ellenkező esetben igazoltuk volna a Petrás Máriát ért vádakat”.
Hamar Dániel szerint Petrás Mária nem lépett fel a Magyar Sziget fesztiválon, egyetlen programfüzetben sem szerepel az énekesnő neve. Valószínűleg az Erdélyország az én hazám fesztivállal keverték össze a rendezvényt, amit szintén Verőcén rendeztek és ott valóban szerepelt Petrás Mária, aki egy „tiszta lelkű, keresztény csángó asszony”.
A fesztivál megnyitóján Latorcai Csaba kiemelt társadalmi ügyekért felelős helyettes államtitkár köszöntő beszédet mondott, amelyben védelmébe vette Petrást, és azt mondta, egy a Népszavában megjelent olvasói levél miatt mondták le a fellépését. Az államtitkár kénytelen volt félbehagyni a beszédét, miután a közönség kitapsolta. A megnyitó után lemondott a fesztivál művészeti vezetője, Böjte József, hogy így próbálja feloldani a kialakult konfliktushelyzetet.